# Cerovo
Cerovo je obec na Slovensku v okrese Krupina. Žije zde 572 obyvatel.
První písemná zmínka o obci pochází z roku 1275.  V obci se nachází klasicistní evangelický kostel z 19. století s oltářním obrazem od Petra Bohúně. Nad obcí se nachází zřícenina hradu Cerovo.  První písemná zmínka o hradu pochází z roku 1276.

## Osobnosti
- Samuel Zoch, slovenský evangelický kněz, spisovatel a československý politik, se narodil v Cerově v roce 1882
- Oskár Ferianc, slovenský přírodovědec, entomolog - dipterolog a ornitolog, se narodil v Cerově v roce 1905